# Vouvry
Vouvry is een gemeente en plaats in het Zwitserse kanton Wallis, en maakt deel uit van het district Monthey.
Vouvry telt 3.891 inwoners.